# Albert Frederick Calvert
Pour les articles homonymes, voir Calvert.
Albert Frederick Calvert, né en 1872 et mort en 1946, est un écrivain, ingénieur et explorateur britannique actif en Australie.

## Biographie
Le lieu et la date de naissance de Calvert sont incertains. L'Australian Dictionary of Biography (1979) note qu'il est né le 20 juillet 1872 à Kentish Town, Middlesex, Angleterre, fils de Frederick Calvert, ingénieur des mines, et de sa femme Grace.
Sa mère était Grace Calvert, née Easley, et son père un ingénieur des mines, John Frederick Calvert. Son frère cadet Leonard avait rejoint son groupe en route vers l'Australie-Occidentale, mais il tomba malade et mourut à Roebourne alors qu'Albert voyageait vers l'intérieur du pays.

## Œuvres
Calvert se rendit en Australie occidentale avec un groupe de domestiques et d'employés, se préparant à parcourir la frontière en tant que membre bien équipé de la gentry anglaise. Calvert visita la région éloignée de Murchison en Australie en 1890, explorant la zone autour du lac Gairdner. Il est retourné dans la région en 1891 pour poursuivre ses explorations et a enregistré un oiseau qu'il a appelé le "Paraquet de Spinifex". Calvert a signalé que son spécimen était perdu, mais une illustration de la découverte par George Edward Lodge a été incluse dans sa publication de 1894 intitulée Western Australia : its history and progress (L'Australie-Occidentale : son histoire et ses progrès). Bien que certaines autorités aient interprété cette découverte comme une rencontre avec l'insaisissable perroquet de nuit, Pezoporus occidentalis, l'espèce était probablement le Neophema splendida à poitrine écarlate.
Après son retour en Angleterre, où il publia la West Australian Review (1893-94) et encouragea l'intérêt pour les régions occidentales de l'Australie, il finança et donna son nom à l'expédition Calvert. Calvert est resté en Angleterre, où il s'est adonné à des activités coûteuses de sport automobile et de yacht et s'est engagé dans des courses de chevaux. Le résultat de l'expédition fut la traversée réussie de l'environnement extrême du Great Sandy Desert et la collecte de spécimens pour des examens scientifiques. Comme beaucoup d'autres avant et après, ils ont cherché sans succès des preuves de l'expédition menée par Ludwig Leichhardt qui avait disparu en traversant le centre aride de l'Australie. Deux hommes moururent au cours de l'expédition de Calvert, ainsi que d'autres pertes et privations, et lorsque Calvert ne fournit pas les fonds nécessaires pour couvrir les coûts de l'expédition, il fut publiquement dénoncé. D'autres expéditions ont été lancées par l'ingénieur minier, il a ensuite fourni des conseils aux entreprises minières à Mallina et a été temporairement placé comme directeur général de Big Blow Gold Mines et de Consolidated Gold Mines of Western Australia.
Calvert était l'auteur de quatorze livres sur l'Australie, qui comprenaient des traitements superficiels de sujets tels que les minéraux, les perles et les habitants indigènes, et a écrit plus tard trente-six livres sur l'Afrique et l'Espagne (y compris tous les volumes de The Spanish Series publiés par John Lane, The Bodley Head). Son dernier ouvrage est décrit comme un compte rendu peu fiable sur le sujet de la franc-maçonnerie.